# Galaad (grup tribal)
Galaad a fost un grup tribal menționat în pasaje biblice pe care savanții textuali le atribuie surselor timpurii. În aceste surse, de exemplu Cântarea Deborei, grupul Galaad este tratat cu un statut egal cu celălalt triburi israelite, în timp ce anumite alte triburi, inclusiv Tribul lui Manse⁠(d), sunt absente. Un omonim al lui Galaad este menționat în genealogiile biblice ca descendent al lui Manase, probabil că implică faptul că grupul Galaad făcea parte din tribul Mansse, și întrucât Galaad este și numele unei părți specifice a țării la estul Iordanului, grupul tribal Galaad se referă probabil la jumătatea de trib din tribul lui Manase care locuia pe această parte a Iordanului. Identitatea ca parte a unui singur trib numit Manase, nu pare să fi fost pe deplin exactă în practică, deoarece a existat foarte puțină legătură geografică între cele două jumătăți de triburi, doar atingându-se într-un colț al fiecăruia, și conform Cărții Cronicilor fiecare jumătate de trib istoric a avut întotdeauna conducători tribali separați.
Cât de mult din jumătatea de trib a constituit grupul Galaad este neclar, deoarece unui grup tribal numit Machir i se acordă statut egal cu Galaad în pasajele biblice timpurii, ca un grup separat, mai degrabă decât ca un grup care conține grupul Galaad în interiorul său, și un eponim. Machir, descendent și el din Manase, este menționat ca a cucerit și s-a stabilit, de asemenea, pe partea de est a Iordanului. Genealogia biblică a lui Manase, despre care cercetătorii textuali o consideră datând de secole după pasajele care menționează Galaad și Machir ca grupuri tribale, identifică ca tatăl imediat al lui Galaad, ridicând întrebarea cum ar putea fi în concordanță cu aceasta. pasajele anterioare care tratează grupul Machir ca fiind diferit de grupul Galaad.